# Psalter (Textbuch)

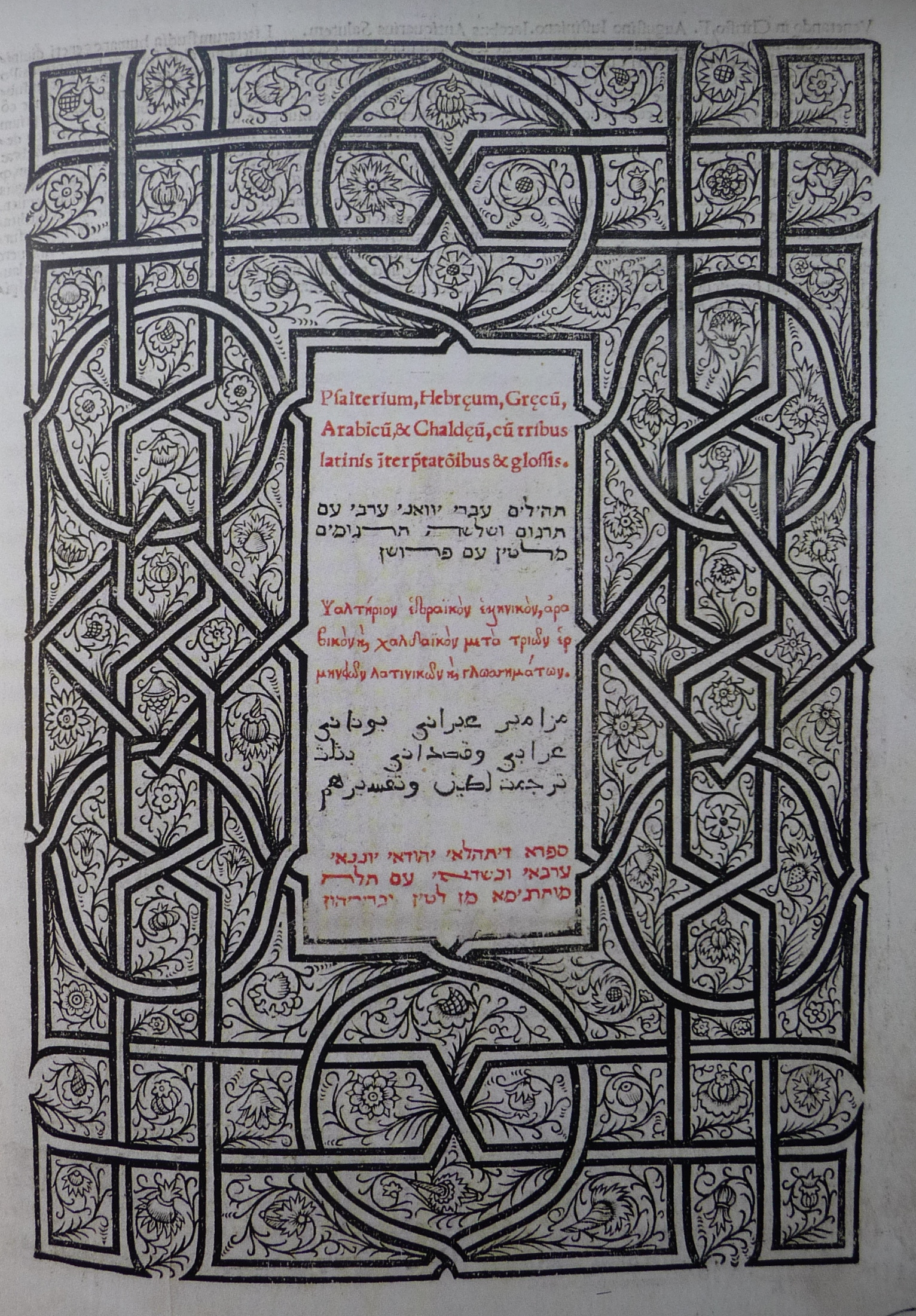
Psalter in hebräischer, griechischer, arabischer und chaldäischer (aramäischer) Sprache mit lateinischem Kommentar, Genua 1516

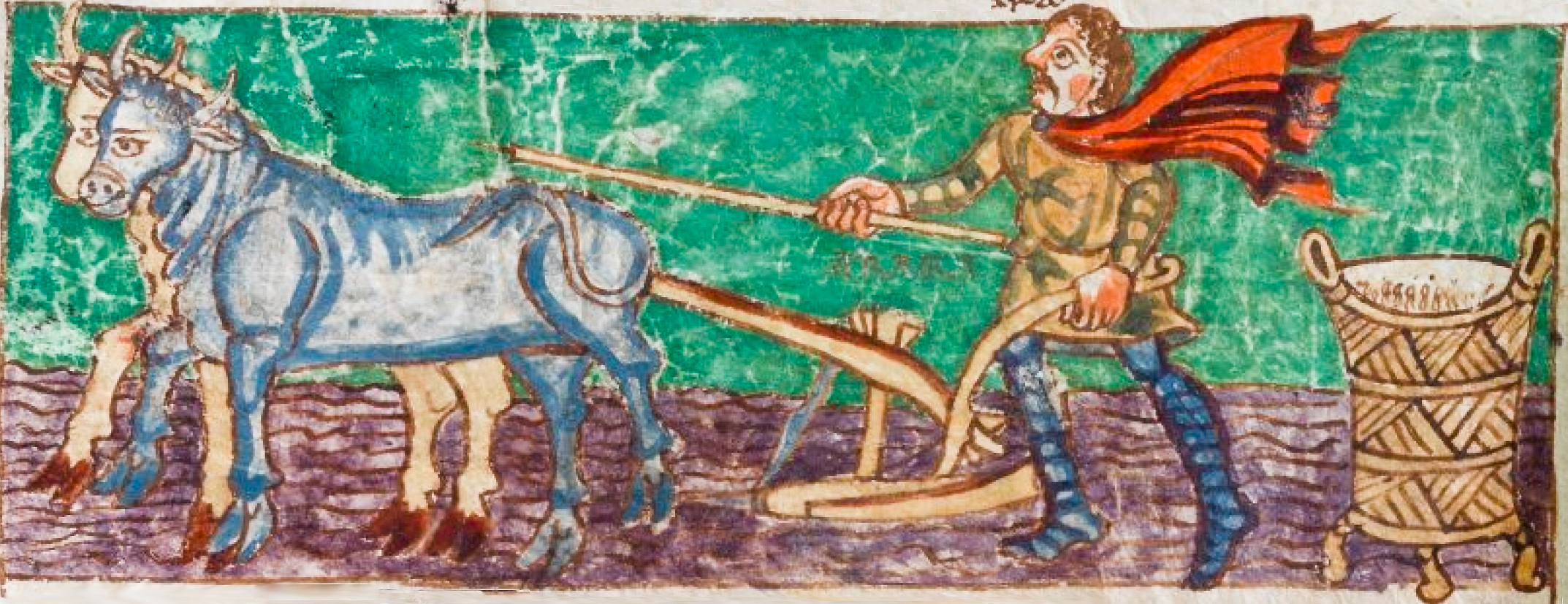
Pflügender Bauer, Miniatur im Stuttgarter Psalter, ca. 820–830

Ein Psalter (griechisch ψαλτήριον psalterion, lateinisch psalterium) ist ein liturgisches Buch in den orthodoxen und christlich-orientalischen sowie in der katholischen Kirche, das die biblischen Psalmen enthält, teilweise mit weiteren Texten. In der jüdischen Liturgie wird das Buch der Psalmen als (Sefer) Tehilim (סֵפֶר תְּהִלִּים) bezeichnet.
Aus dem Mittelalter sind einige illustrierte Psalterhandschriften erhalten.

## Verschiedene Formen
Es gibt verschiedene Formen von Psaltern
- Die Psalmen in der biblischen Reihenfolge. Dies ist die Form der meisten historischen Psalter. In der katholischen Tradition wird dieser als Psalterium non feriatum bezeichnet.
- Die Psalmen sind nach der liturgischen Einteilung des Stundengebets eingeteilt. In der katholischen Kirche als Psalterium feriatum bezeichnet.[1]
- In einigen Psaltern gibt es noch zusätzliche eingeschobene Texten (Antiphonen, Hymnen)

Die meisten Psalter enthalten auch ein Kalendarium mit den Festen der Heiligen sowie Vorreden zu den Psalmen.

## Geschichte

### Hebräische Fassung
Die älteste erhaltene Handschrift mit einer Sammlung biblischer Psalmen in hebräischer Sprache ist die Große Psalmenrolle (11Q5/11QPsa) aus Qumran etwa aus dem 1. Jahrhundert v. Chr. Die Psalmen sind hier allerdings in einer anderen Reihenfolge angeordnet und mit weiteren Texten ergänzt.
Eine erste vollständige Sammlung der 150 Psalmen in hebräischer Sprache enthält erst der Codex Leningradensis von 1008, als erste hebräische Gesamt-Bibelhandschrift überhaupt.

### Griechische Fassung
Die erste vollständige Sammlung der Psalmen in griechischer Sprache (Septuaginta) ist im Codex Vaticanus aus dem 4. Jahrhundert, enthalten. Seit dem 6. Jahrhundert sind separate Psalter erhalten (Verona-Psalter). Diese enthalten meist noch eine Sammlung von 14 Oden, die großteils aus anderen Büchern der Bibel stammen. Alle griechischen Psalter enthalten noch einen Psalm 151.
Zu unterscheiden sind der Jerusalemer Psalter (mit 4782 Versen) und der Konstantinopler Psalter (mit 2542 Versen).

### Syrische Fassung
In syrischen Psalmensammlungen sind auch der Psalm 151 und vier weitere Psalmen enthalten.

### Lateinische Fassungen
Die alten lateinischen Psalmen-Übersetzungen werden nach drei Textfassungen unterschieden:
- Psalterium Gallicanum („Gallischer Psalter“): altlateinische Vetus-Latina-Übersetzung nach dem griechischen Text der Septuaginta, zunächst in der Liturgie des Merowingerreichs (Galliens), dann allgemein verwendet.
- Psalterium Romanum („Römischer Psalter“): altlateinische, nach der griechischen Septuaginta angefertigte Übersetzung, in Rom und Italien in liturgischem Gebrauch.
- Psalterium Hebraicum („Hebräischer Psalter“): Vulgata-Übersetzung aus dem hebräischen Text durch Hieronymus, gebraucht zu gelehrten Zwecken, nicht in der Liturgie.

Lateinische Psalmen-Übersetzungen des 20. Jahrhunderts sind:
- Psalterium Pianum, im Auftrag von Papst Pius XII. durch das Päpstliche Bibelinstitut aus dem Urtext ins Lateinische übersetzt, 1945 veröffentlicht und danach in die liturgischen Bücher übernommen.
- Psalterium der Nova Vulgata, auf Veranlassung von Papst Paul VI. ab 1964 an den Urtexten revidierte Neufassung, 1969 erstmals veröffentlicht, ab 1972 in die lateinischen liturgischen Bücher übernommen, 1979 als Teil der dann vollständigen Nova Vulgata als editio typica promulgiert.

### Persische Fassung
Im 6./7. Jahrhundert aus dem syrischen Text in China.

### Kirchenslawische Fassung
Im 9. Jahrhundert im Mährerreich wahrscheinlich durch Kyrill, Method und dessen Schüler aus dem griechischen Text übersetzt. Älteste Handschriften aus dem 11./12. Jahrhundert.

## Bedeutung
Der Psalter hatte im Mittelalter eine große Bedeutung im religiösen Alltag, da eine Andachtsübung mit täglichem Rezitieren von Psalmen außerhalb des Gottesdienstes üblich war, sowohl beim Klerus als auch bei den Laien.
Viele Psalterien sind nicht nur für Geistliche angefertigt worden, sondern auch als prächtig illuminierte Handschriften für Adlige. Ab dem späteren 13. Jahrhundert wurde der Psalter allmählich durch das Stundenbuch abgelöst.

## Bedeutende Psalter
- Psalter von al-Mudil (spätes 4. oder frühes 5. Jahrhundert, koptisch)
- Codex Veronensis (6. Jahrhundert, griechisch)
- Codex Turicensis (7. Jahrhundert, griechisch)
- Psalter von Montpellier (8. Jahrhundert)
- Vespasian-Psalter (2. Hälfte 8. Jahrhundert)
- Dagulf-Psalter (783–795)
- Faddan More Psalter (wohl um 800)
- Stuttgarter Psalter (zwischen 820 und 830)
- Utrechter Psalter (zwischen 820 und 835)
- Gothaer Psalter (9. Jahrhundert, griechisch mit lat. Interlinearübersetzung)
- Chludow-Psalter (Mitte 9. Jahrhundert, byzantinisch)
- Psalter Karls des Kahlen (nach 869)
- Pariser Psalter (um 975, byzantinisch)
- Egbert-Psalter (um 980)
- Bernwardpsalter (1010–1020)
- Harley-Psalter (1020–1030)
- Ricemarsh-Psalter (11. Jahrhundert)
- Psalterium Sinaiticum (11. Jahrhundert, kirchenslawisch)
- Dimitar-Psalter (11. oder 12. Jahrhundert, altkirchenslawisch)
- Eadwin Psalter (12. Jahrhundert)
- Albani-Psalter (um 1130)
- Melisende-Psalter (um 1140)
- Kopenhagener Psalter (spätes 12. Jahrhundert)
- Goldener Münchner Psalter (um 1190/1200)
- Ingeborg-Psalter (um 1200)
- Westminster-Psalter (um 1200/1250)
- Landgrafenpsalter (1211–1213)
- Psalter der Blanka von Kastilien (um 1230)
- Bamberger Psalter (1230/1240)
- St.-Blasien-Psalter (um 1240)
- Psalter Ludwigs des Heiligen (1270–1274)
- Ramsey-Psalter (um 1300)
- Hamilton-Psalter (um 1300, Bilingue Griechisch – Latein)
- Queen Mary Psalter (um 1310)
- De-Lisle-Psalter (um 1310 bis 1340)
- Luttrell-Psalter (1335–1345)
- Florianer Psalter (nach 1384)
- Psalter der Königin Isabella von England (14. Jahrhundert)
- Psalter der Bonne von Luxemburg (14. Jahrhundert)
- Tickhill-Psalter (14. Jahrhundert)
- Serbischer Psalter (Ende 14. Jahrhundert)
- Mainzer Psalter (1457, Inkunabel)
- Wolfenbütteler Psalter (1513, Druck)